# Национальная ассамблея Афганистана
Национальная ассамблея (дари شورای ملی Shurā-i Milli, пушту پارلمان افغانستان‎) — двухпалатный представительный орган и носитель законодательной власти (парламент) Исламской Республики Афганистан. Согласно Конституции Афганистана принимаемые законы не могут противоречить установлениям ислама. 13 октября — день основания Национальной ассамблеи, является национальным праздником Афганистана. Строительство нового здания парламента при поддержке Индии началось в декабре 2009 года. 25 декабря 2015 года состоялось его открытие, на церемонии присутствовали президент Афганистана Ашраф Гани и премьер-министр Индии Нарендра Моди.
Парламент был фактически распущен 15 августа 2021 года после захвата Кабула талибами, когда почти все правительственные чиновники бежали из страны.

## Состав
- Мешрано Джирга (د مشرانو جرګه, Дом старейшин) — верхняя палата. Состояла из 102 депутатов, треть назначалась президентом на пять лет, остальные — региональными советами. Все законодательные инициативы утверждались обеими палатами Национальной ассамблеи[4].
- Волеси Джирга (ولسي جرګه, Дом народа) — нижняя палата. Состояла из 249 депутатов, избиравшихся всеобщим прямым голосованием сроком на 5 лет. Основными задачами были: законодательство, контроль за деятельностью исполнительной власти. Спикер: Абдул Рауф Ибрагими[5].

## Состав (2018)
В состав нижней палаты Дома народов входили 249 депутатов:
| Партии                                       | Лидер               | Мест |
| -------------------------------------------- | ------------------- | ---- |
| Беспартийные                                 | —                   | 189  |
| Исламское общество Афганистана               | Салахуддин Раббани  | 23   |
| Партия исламского единства афганского народа | Мухаммед Мохакик    | 11   |
| Национальное исламское движение Афганистана  | Дустум, Абдул-Рашид | 10   |
| Республиканская партия Афганистана           | Себгатулла Санжар   | 9    |
| Исламская партия единства                    | Карим Халили        | 7    |